# ديف هاتون
ديف هاتون (بالإنجليزية: Dave Hatton)‏ هو لاعب كرة قدم بريطاني، ولد في 30 أكتوبر 1943 في فارنورث في المملكة المتحدة. لعب مع بولتون واندررز ونادي بلاكبول ونادي بوري.